# 富士市立吉原北中学校
富士市立吉原北中学校（ふじしりつよしわらきたちゅうがっこう）は、静岡県富士市原田にある公立中学校。
校地面積25,233m2（うち校舎面積6,751m2、屋体面積1,147m2）。
略称は「吉北」

## 重点目標
- 「伝え合う学び」「思いやりの心」「やり抜く力」[1]

## 沿革
- 1980年 （昭和55年）7月7日 - 創立建設工事起工式
- 1981年 （昭和56年）4月1日 - 富士市立吉原北中学校開校
- 1981年 （昭和56年）6月20日 - 校章制定
- 1982年 （昭和57年）5月15日 - 校歌制定
- 2012年 （平成24年）5月16日 - 体育館ステージ及び移動式ステージ譲受
- 2013年 （平成25年）10月31日 - 給食室耐震工事
- 2014年 （平成26年）5月2日 - 技術科室改修移転工事

## 部活動
運動部
- サッカー部
- 野球部
- 陸上競技部
- 剣道部
- 卓球部（男・女）
- ソフトテニス部（男・女）
- バスケットボール部（男・女）
- バレーボール部（女）

文化部
- 吹奏楽部
- 総合文化部（美術・家庭科・パソコン・自然科学）

## 主な進学元小学校
- 富士市立吉永第二小学校
- 富士市立富士見台小学校
- 富士市立神戸小学校

## 生徒数・学級数・職員数
| 生徒数                  | 学級数 | 職員数 |
| ----------------------- | ------ | ------ |
| 332人                   | 12(1)  | 30人   |
| ※カッコ内は特別支援学級 |        |        |

## 著名な出身者
- 諸星和己(歌手・タレント・元光GENJI)